# シリーズオブアーツ
シリーズオブアーツとは、スクウェア・エニックスマーチャンダイジング事業部が手がける、自社キャラクター商品のシリーズ名である。

## シリーズ一覧

### アートミュージアム
旧スクウェアがデジキューブ等で販売していた、ファイナルファンタジーシリーズのトレーディングカードシリーズ。合併後は他社コラボレーション企画のオマケに付くことが多い。
ART MUSEUM 1
FF1・4・7収録
ART MUSEUM 2
FF2・5・8収録
ART MUSEUM 3
FF3・6・9収録
ART MUSEUM 4
FF10収録
ART MUSEUM 5
FF10-2収録

### トレーディングアーツ
スクウェア・エニックスの自社キャラクターのフィギュアをブラインド販売したシリーズ。初期は単色混入など品質の問題があったが、現在は改善されつつある。日本国外ではブリスターパックでオープン販売されている。
FINAL FANTASY Vol.1
品質に難あり、カラー・メタル2種類。
FINAL FANTASY Vol.2
品質が改善され、カラーのみに。
鋼の錬金術師 Vol.1
カラー・メタル2種類。
鋼の錬金術師 Vol.2
カラー・メタル2種類。
RADIATA STORIES & STAR OCEAN
カラー・アイボリー2種類。
GANGANCOMIC Vol.1
カラー・アイボリー2種類。
VALKYRIE PROFILE
カラー・アイボリー2種類。
FRONTMISSION+ stage1
フルカラー、グリーン、メタリックの3種類。原型師がガンプラや市販パーツをそのまま流用しているため、ディテールから判別可能。
FRONTMISSION+ stage 2
フルカラー、グリーン、メタリックの3種類。
FINAL FANTASY TACTICS 獅子戦争
カラーのみ。
ソウルイーター Vol.1
カラーのみ。
ソウルイーター Vol.2
カラーのみ。
黒執事 Vol.1
カラーのみ。
DISSIDIA FINAL FANTASY Vol.1
カラーのみ。
FINAL FANTASYIII TRADING ARTS Mini
SQEX TOYSブランドでの発売。カラーのみ。
FINAL FANTASYIV TRADING ARTS Mini
SQEX TOYSブランド。カラーのみ。
FINAL FANTASY TRADING ARTS Mini
SQEX TOYSブランド。カラーのみ。
FINAL FANTASY TRADING ARTS Mini Vol.2
カラーのみ。（本商品から"SQUARE ENIX PRODUCTS"名義）
FINAL FANTASY TRADING ARTS Mini Vol.3
カラーのみ。

### プレイアーツ
スクウェア・エニックスの自社キャラクターのアクションフィギュアシリーズ。
FINAL FANTASY X-2
ユウナ、リュック、パイン発売。
FINAL FANTASY VII ADVENT CHILDREN
クラウド+フェンリル限定。ティファ、ヴィンセント、セフィロス、ユフィ、カダージュ、レノ発売。
鋼の錬金術師
エドワード・エルリック、アルフォンス・エルリック、ウィンリィ・ロックベル発売。
DRAGON QUEST VIII
主人公、ゼシカ、ククール、ヤンガス発売。
FINAL FANTASY VIII
スコール、リノア、セルフィ発売。
FINAL FANTASY X
ティーダ、ユウナ、アーロン発売。
KINGDOM HEARTS II
ソラ、ロクサス、カイリ、アクセル発売。
FINAL FANTASY XII
ヴァン、アーシェ、バルフレア、ガブラス発売。
FINAL FANTASY VII
クラウド、ティファ、エアリス発売。
FINAL FANTASY IX
ジタン、ガーネット、ビビ発売。

### フォーメーションアーツ
キングダム ハーツ シリーズのキャラクターフィギュアをブラインド販売したシリーズ。チェスの駒としても使用できる。1箱893円とやや割高だがそのぶん大きく、造形は遊び心に溢れている。
各シリーズ全6種類：カラーバリエーション2種類（フルカラー／モノトーン）
FORMATION ARTS Vol.1
ソラ、ドナルド、ジャック・スケリントン、マレフィセント、ハデス、ハートレス発売。
FORMATION ARTS Vol.2
クラウド、カイリ、グーフィー、ブギー、アンセム、ジャファー発売。
PIXAR FORMATION ARTS （07年発売）
ピクサーを題材にした番外編。シリーズオブアーツ初の他社キャラクター単独のラインナップである。
『トイ・ストーリー』、『バグズ・ライフ』、『トイ・ストーリー2』、『モンスターズ・インク』、『ファインディング・ニモ』、『Mr.インクレディブル』

### FFクリーチャーズ
ファイナルファンタジーシリーズに登場するクリーチャーたちのフィギュアをブラインド販売したシリーズ。当初はフルタ製菓に外注していたがVol.2から自社販売に改めた。
- 原型総監修／竹谷隆之。原型製作／竹谷隆之、他

発売当初、封入比率について、フルカラー：クリスタル：メタリック＝2:1:1　としていたが、実際はフルカラーの封入率が低く、Vol.5から仕様変更に伴いフルカラーの比率アップを行った。品質管理コストの関係もあり、初版一発勝負。金型は潔く捨てている。
収録されるクリーチャーは基本的にFFⅦ以降のものである。
CREATURES SEVEN ELEVEN SPECIAL Ver
FFXのセブンイレブン限定予約特典、「ヴァルファーレ」
カラー、メタル、クリスタルの計3種。
CREATURES Vol.1
カラー、メタル、クリスタルの3種類、計30種。
CREATURES Vol.2
カラー、メタル、クリスタルの3種類、計30種。
CREATURES Vol.3
カラー、メタル、クリスタルの3種類、計30種。
CREATURES Vol.4
カラー、メタル、クリスタルの3種類、計30種。
CREATURES Archive (Vol.5)
カラー、メタル、クリスタルの3種類、計30種。
CREATURES FAN BOOK Vol.1
Vol.1～Vol.3の情報等を掲載、「ヘレティックバハムート」同梱。
CREATURES FAN BOOK Vol.2
Vol.4～Vol.5の情報等を掲載、「フロラフルル」同梱。

### FFマスタークリーチャーズ
従来のFFクリーチャーズのコンセプトに加えて、顔などの細部の表現、ゲーム中のシチュエーションの再現を目指し、サイズ・造形・価格、全てをグレードアップ。オープンパッケージでの販売となり、カラーに統一されている。
- 原型総監修／竹谷隆之。原型製作／竹谷隆之、他

FINAL FANTASY MASTER CREATURES （06年9月）
ケフカ（『FFVI』）、イフリート（『FFVII』）、バハムート（『FFVIII』）、リヴァイアサン（『FFIX』）、メーガス三姉妹（『FFX』）
他に、ホビージャパンの誌上通販で限定600体先着販売したバハムートの色違い「ティアマト」も存在する。
FINAL FANTASY MASTER CREATURES 2 （07年6月）
ナイツ・オブ・ラウンド（『FFVII』）、ディアボロス（『FFVIII』）、オーディン（『FFIX』）、ようじんぼう（『FFX』）、マティウス（『FFXII』）
サイズ・造形ともに1弾より若干グレードアップし、種類ごとに価格設定も異なる。
他に、ホビージャパンの誌上通販で限定1000体抽選販売した用心棒の色違い「ヘレティック用心棒」も存在する。
FINAL FANTASY MASTER CREATURES 3 （08年9月）
ギルガメッシュ（『FFV』）、フェニックス（『FFIX』）、シヴァ（『FFX』）

### FFメカニカルアーツ
FFに登場した乗り物や兵器を再現したフィギュアシリーズ。
- 飛空艇「ハイウィンド」(『FFVII』)
- 飛空艇「コンチネンタル・サーカス」(『FFIX』)
- クラウドのバイク「フェンリル」(『FFVIIAC』)
- 「ガダージュバイク」(『FFVIIAC』)
- シスター・レイ（『FFVII』）